# 33e régiment d'artillerie
Le 33e régiment d'artillerie (33e RA) est une unité d'artillerie de l'armée française, créée en 1873.

## Création et différentes dénominations
- 28 septembre 1873 : Formation du 33e régiment d'artillerie
- 1883 : devient 33e régiment d'artillerie de campagne
- 1939-1940 : devient 33e régiment d'artillerie nord-africaine
- ? : redevient 33e régiment d'artillerie

## Chefs de corps
- 28 septembre 1873 : Henri Léon Liégeard
- 1883 : colonel de Lustrac
- 1887 : colonel Boreau de Roincé
- 1891 : colonel Bajau
- 1895 : colonel de La Foye
- 1898 : colonel Poulle
- 1900 - 1903 : colonel Édouard Laffon de Ladebat
- 1911 - 1913 : colonel Ernest Siben
- 1914 - juin 1916[1] : colonel Marcel Le Breton[2]
- juin 1916 - octobre 1916 : lieutenant-colonel Émile Daroque[2],[3],[4] (†).
- mai 1917[5] - août 1917 : lieutenant-colonel Marie Marcel Gérard Biraud[2],[6],[7] (†).
- ? - début 1918[8] : colonel Daniel Pompé[2].
- début 1918[8] - 1919 : chef d'escadron (puis lieutenant-colonel) Victor Fourcaut[2]
- 1989 : colonel Tharaud[9]

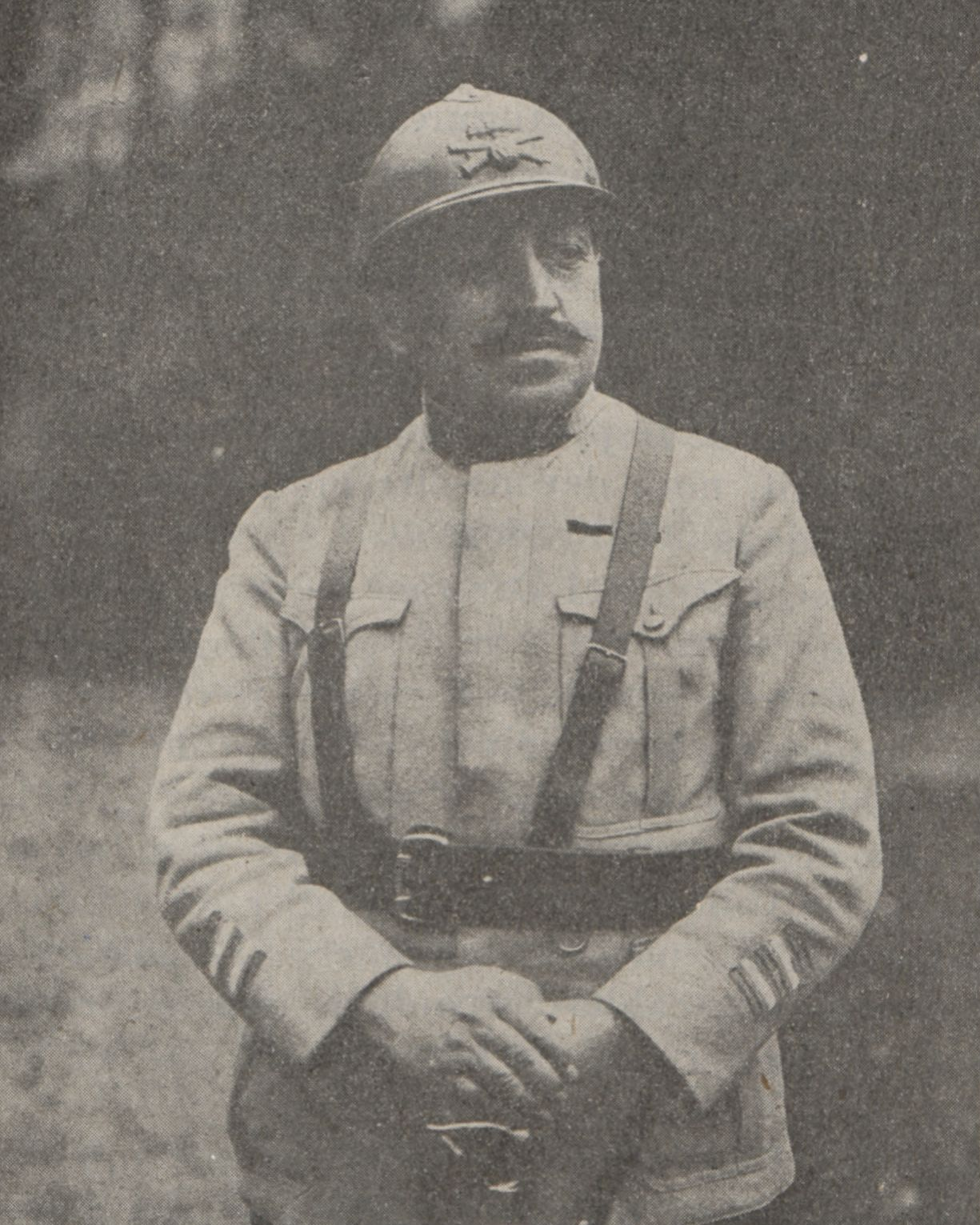
Le lieutenant-colonel Daroque, tué le 17 octobre 1917[4].
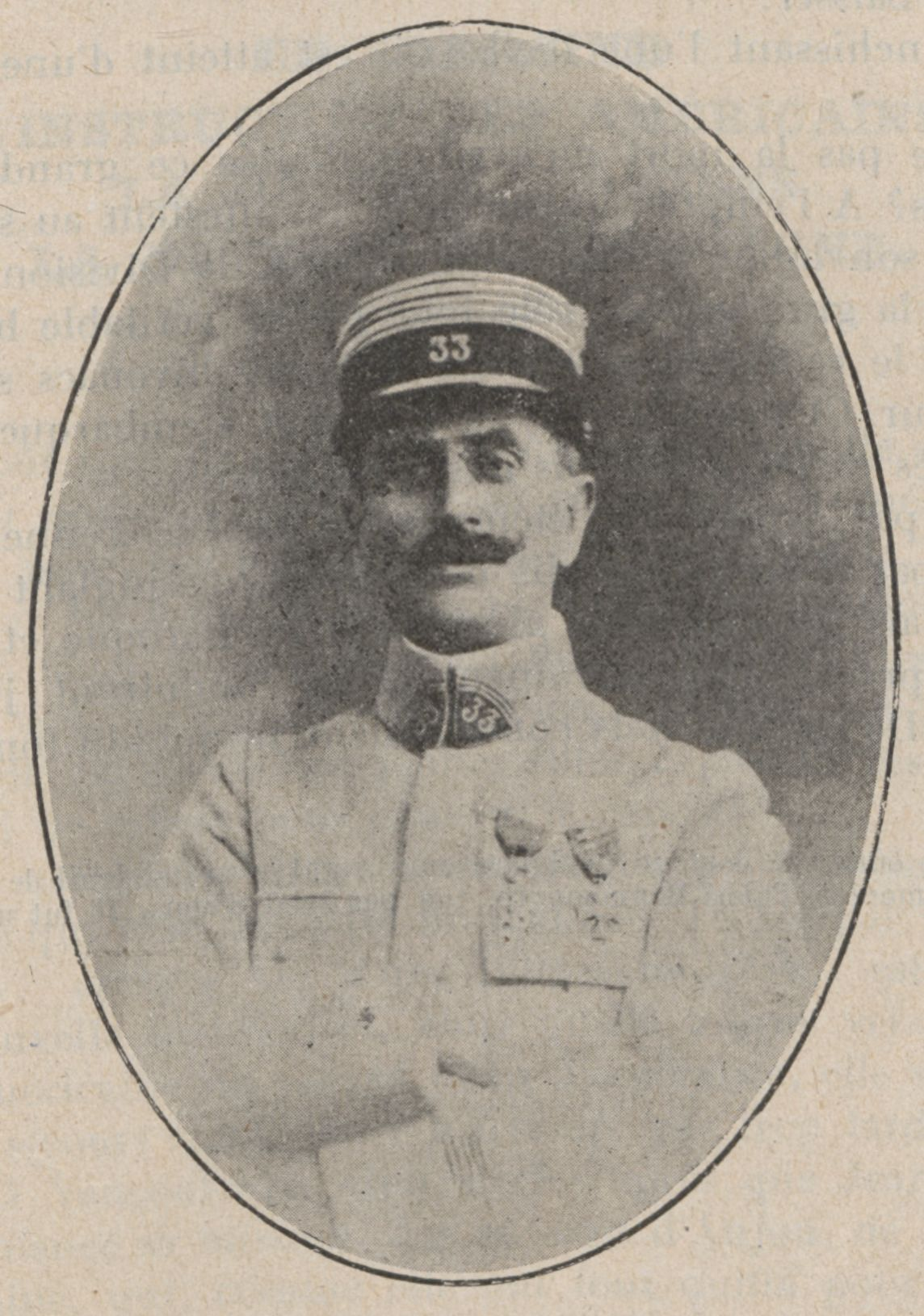
Le lieutenant-colonel Biraud, tué le 3 août 1917[7].

## De 1871 à 1914

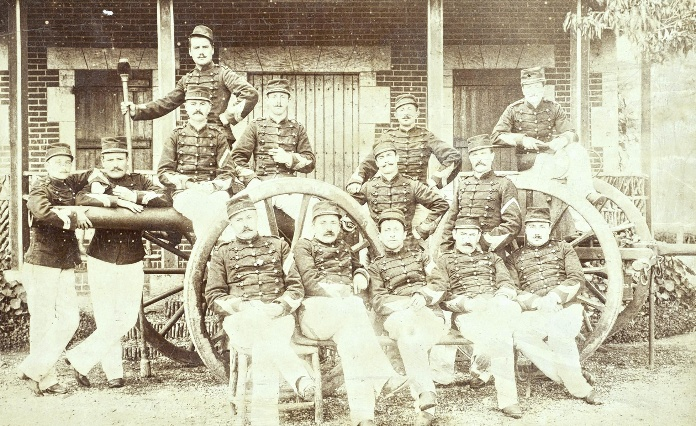
Artilleurs du à Poitiers en 1880

Le 33e régiment d'artillerie est formé à Poitiers le 28 septembre 1873 lors de la réorganisation des corps d'artillerie français, avec :
- 2 batteries provenant du 15e régiment d'artillerie
- 2 batteries provenant du 20e régiment d'artillerie
- 1 batterie provenant du 21e régiment d'artillerie
- 4 batteries provenant du 27e régiment d'artillerie

Le régiment fait partie de la 9e brigade d'artillerie.
En 1880, le 33e régiment d'artillerie s'installe à la caserne des Dunes (ou d'Aboville) de Poitiers en 1880. Il rejoint Angers en 1911.
En 1881, 2 batteries sont envoyées pour participer à la campagne de Tunisie jusqu'en juillet 1882. À partir de cette date, il n'en reste plus qu'une jusqu'au 1er février 1889.

## Première Guerre mondiale
Le 33e régiment d'artillerie de campagne est caserné à Angers au début de la guerre. Le régiment combat en tant que tel au sein de la 18e division d'infanterie mais trois groupes rattachés au régiment combattent à part avec d'autres unités.

### 1914

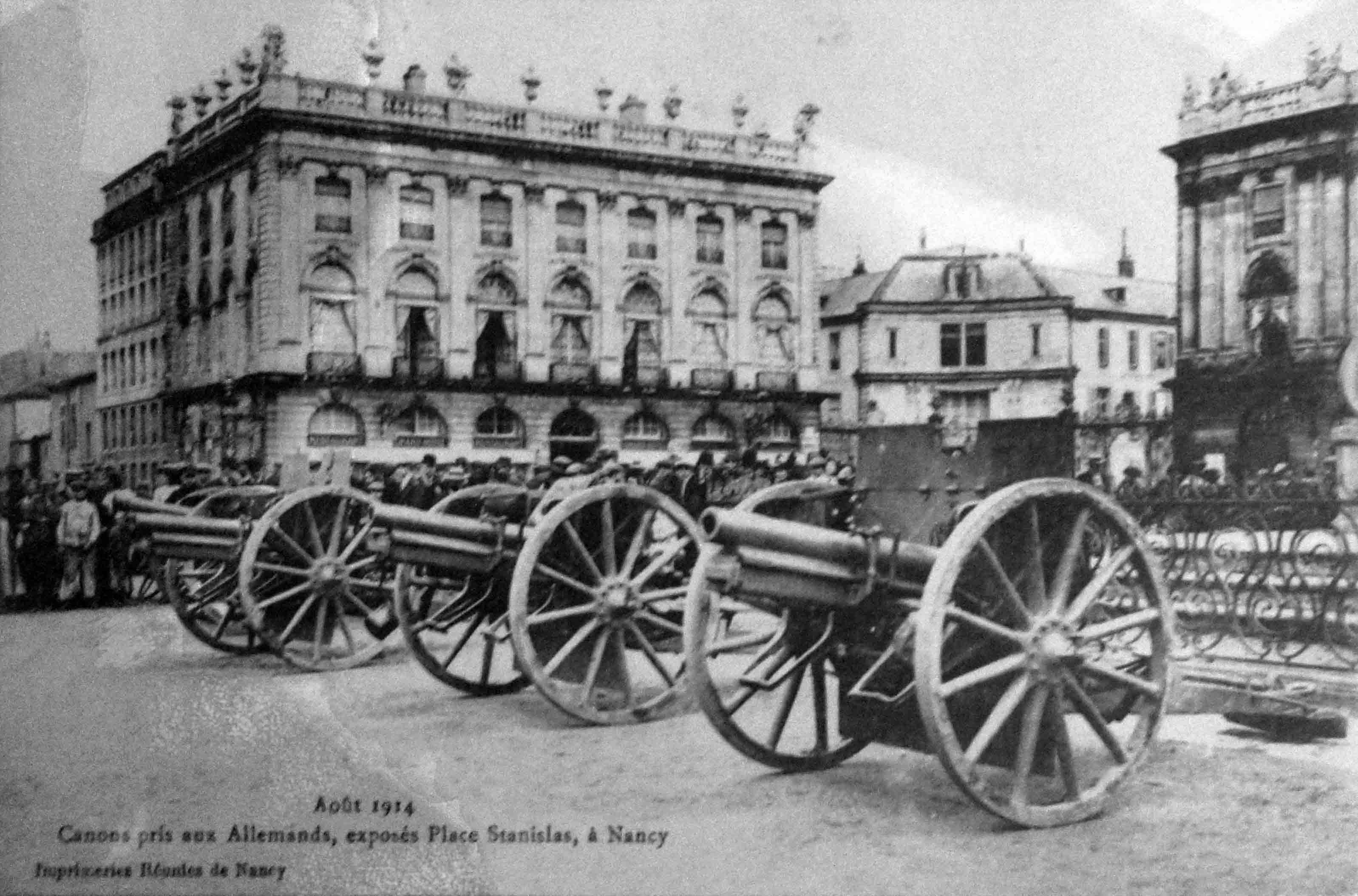
Canons de 77 allemands neutralisés par les tirs du et exposés place Stanislas à Nancy.

Formé autour de trois groupes d'artillerie (soit 36 canons de 75), il est le régiment d'artillerie de l'artillerie divisionnaire de la 18e division d'infanterie (AD/18). En août 1914, les deux premiers groupes participent à la défense de Nancy (bataille du Grand-Couronné. Le 3e groupe du régiment rejoint le 20 août 1914 l'artillerie divisionnaire de la 17e division d'infanterie.
Le régiment combat ensuite pendant la bataille de la Marne puis participe à la première bataille d'Ypres en octobre 1914, soutenant et la 17e et la 18e division.

### 1915
En 1915, il combat en Belgique et en Artois, notamment pendant la bataille de l'Artois à l'automne 1915.

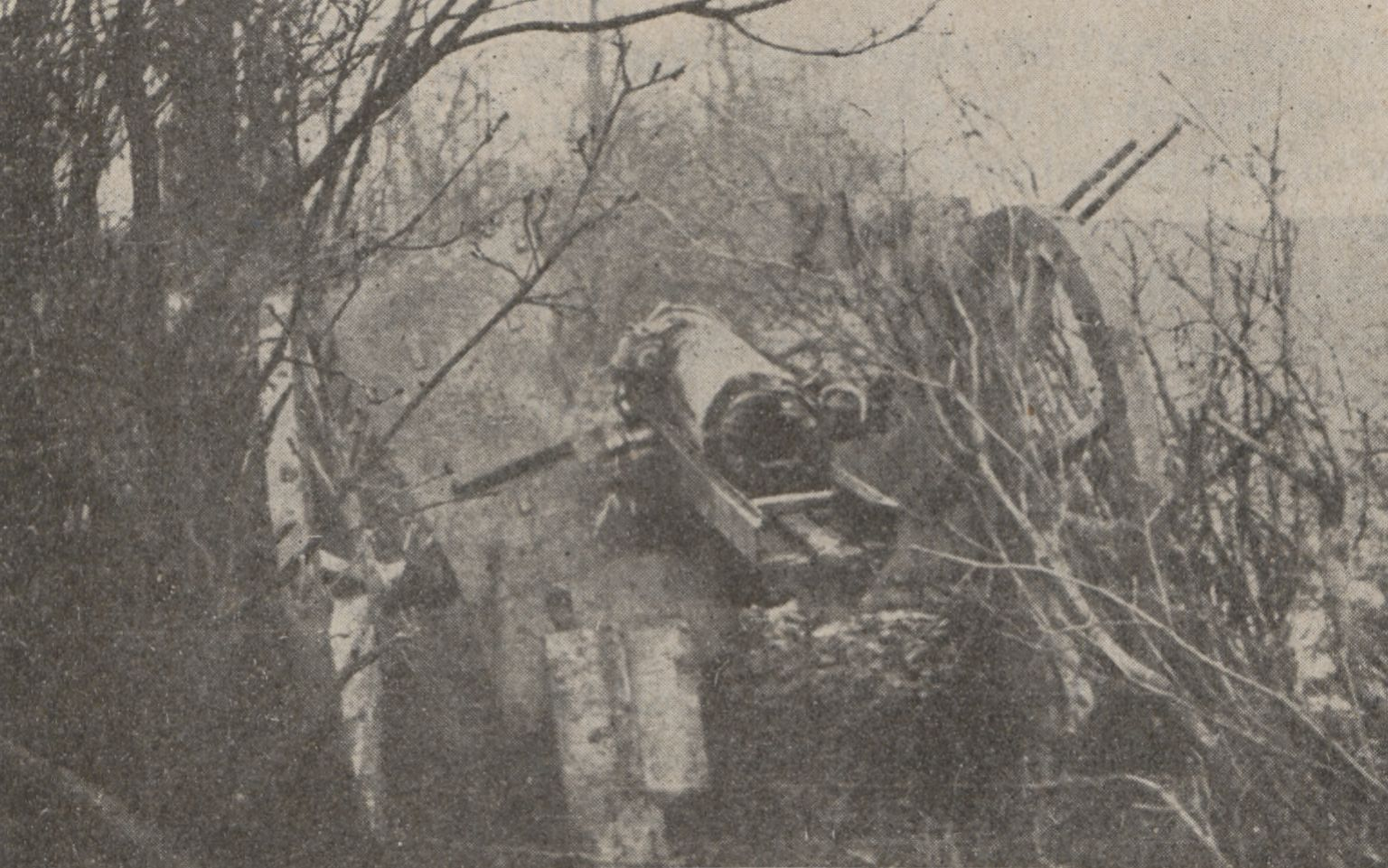
Canon de 75 du dans le bois d'Esnes en mai 1916 (bataille de Verdun).

### 1916
En 1916, le régiment participe à la Bataille de Verdun, notamment la défense de la cote 304 puis rejoint la bataille de la Somme.

### 1917
En février 1917, le régiment soutient la 3e brigade du corps expéditionnaire russe qui attaque Auberive. Mis au repos, il participe dès avril au lancement de l'offensive Nivelle, ou bataille du Chemin des Dames, avant d'être relevé en août. Mis au repos en Lorraine, le régiment participe à l'instruction des troupes américaines puis tient le front près de Nancy à partir d'octobre.

### 1918
En janvier 1918, le régiment est envoyé à nouveau former les soldats américains à la guerre, dans la région de Neufchâteau.
D'avril à juin, le régiment défend Amiens menacée par l'Opération Michael. Il est rapidement déplacé en prévision d'une offensive allemande vers Compiègne, déclenchée dans la nuit du 8 au 9 juin. Les troupes françaises sont bousculées par l'attaque et les batteries du régiment sont menacées par l'infanterie allemande et reculent. Mais l'offensive allemande est peu à peu stoppée par les Français et le groupement auquel est rattaché le 33e RAC est cité à l'ordre du corps d'armée. Le 9 juillet, le régiment soutient un assaut victorieux sur la ferme Porte (Antheuil-Portes). Le 18 juillet, le régiment soutient l'offensive Mangin puis s'avance face aux Allemands en retraite jusqu'à sa relève le 4 août. Le régiment part ensuite dans la Marne (Château-Thierry puis Verdun). Le régiment apprend l'armistice du 11 novembre 1918 à Nancy, qu'il vient de rejoindre en prévision d'une nouvelle offensive. Le régiment fait marche après la victoire vers Sarreguemines avant de franchir le Rhin en janvier 1919.

### Autres groupes

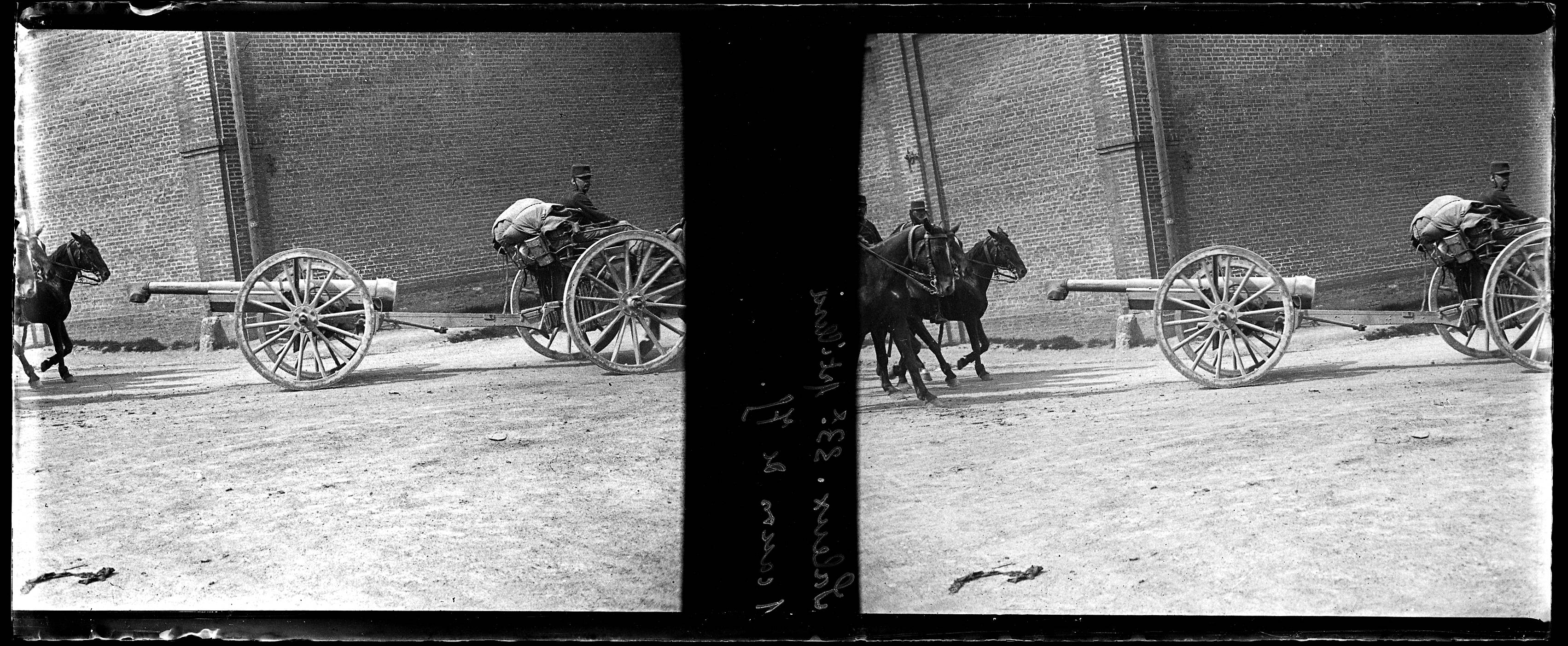
Canon de 75 du à Saleux en 1915.

Les 10e à 12e batteries du 33e RAC sont regroupées dans un groupe d'artillerie à cheval et affectées à la 9e division de cavalerie. À la dissolution de cette dernière en juin 1916 le groupe rejoint l'artillerie de corps du 39e corps d'armée (AC/39). En décembre le groupe rejoint l'artillerie divisionnaire de la 168e division d'infanterie (AD/168), artillerie divisionnaire qui devient le 233e régiment d'artillerie de campagne en avril 1917.
Un groupe de renforcement est créé à partir de réservistes à Saint-Benoît en août 1914. Il rejoint l'artillerie divisionnaire de la 59e division d'infanterie (AD/59), qui devient le 220e régiment d'artillerie de campagne en avril 1917.
Enfin, un groupe territorial équipé de canons de 90 est créé en mars 1915. Après avoir participé à la bataille de Champagne, le groupe forme l'artillerie divisionnaire de la 124e division d'infanterie (AD/124) avec deux groupes du 44e régiment d'artillerie de campagne.

## Seconde Guerre mondiale
En 1939-1940, le régiment est rattaché à la 4e division d'infanterie nord-africaine sous le nom de 33e régiment d'artillerie nord-africaine (33e RANA). Il combat avec son régiment frère, le 233e régiment d'artillerie lourde nord-africaine au sein de la 9e armée.

## De 1945 à nos jours
En 1949, le régiment est caserné à Poitiers. Les soldats du régiment détachés à Châtellerault sont envoyés combattre un grand feu de forêt dans les Landes, près de Cestas. Un groupe d'entre eux est encerclé par les flammes à la suite d'un changement de direction du vent et 25 soldats périssent. En 1964, le régiment est à nouveau mobilisé pour retrouver des enfants disparus à Marnay. En 1989, il est équipé d'obusiers de 155 mm BF 50 et rattaché à la 12e division légère blindée école avant de rejoindre en 1990 la 15e division d'infanterie.

## Étendard
Il porte, cousues en lettres d'or dans ses plis, les inscriptions suivantes :
- Verdun 1916
- L'Aisne 1917
- Le Matz 1918

## Devise
Rectitudine robur

## Personnalités ayant servi au sein du régiment
- Henri Capitaine, professeur d'école primaire et syndicaliste, y sert de juillet 1917 à mars 1919[41]
- Georges Painvin, polytechnicien et cryptographe y est sous-lieutenant pour sa troisième année de service militaire en 1907[42]

### Sources et bibliographie
- Historique de l'artillerie de la 18e division : 33e régiment d'artillerie de campagne, 5e groupe du 109e régiment d'artillerie lourde pendant la guerre 1914-1918, Angers, Sainte-Croix, 1920, 120 p., lire en ligne sur Gallica.
- Louis Susane : Histoire de l'artillerie Française
- Historiques des corps de troupe de l'armée française (1569-1900)